# Elezioni generali in Sudafrica del 2014
Le elezioni generali in Sudafrica del 2014 si tennero il 7 maggio per il rinnovo dell'Assemblea nazionale.
In seguito all'esito elettorale, alla carica di Presidente fu confermato Jacob Zuma, espressione del Congresso Nazionale Africano.
Le consultazioni videro il debutto di alcune nuove forze politiche: in particolare, l'Economic Freedom Fighters, il Partito Nazionale della Libertà, il Congresso Indipendente Africano e Costruiamo il Sudafrica (Agang South Africa).

## Risultati
| Liste                                  | Voti       | %     | Seggi |
| -------------------------------------- | ---------- | ----- | ----- |
| Congresso Nazionale Africano           | 11 436 921 | 62,15 | 249   |
| Alleanza Democratica                   | 4 091 584  | 22,23 | 89    |
| Economic Freedom Fighters              | 1 169 259  | 6,35  | 25    |
| Partito della Libertà Inkata           | 441 854    | 2,40  | 10    |
| Partito Nazionale della Libertà        | 288 742    | 1,57  | 6     |
| Movimento Democratico Unito            | 184 636    | 1,00  | 4     |
| Fronte della Libertà Più               | 165 715    | 0,90  | 4     |
| Congresso del Popolo                   | 123 235    | 0,67  | 3     |
| Partito Democratico Cristiano Africano | 104 039    | 0,57  | 3     |
| Congresso Indipendente Africano        | 97 642     | 0,53  | 3     |
| Costruiamo il Sudafrica                | 52 350     | 0,28  | 2     |
| Congresso Panafricano                  | 37 784     | 0,21  | 1     |
| Convenzione Popolare Africana          | 30 676     | 0,17  | 1     |
| Al Jama-ah                             | 25 976     | 0,14  | –     |
| Fronte della Minoranza                 | 22 589     | 0,12  | –     |
| Partito Democratico Cristiano Unito    | 21 744     | 0,12  | –     |
| Organizzazione Popolare Azana          | 20 421     | 0,11  | –     |
| Altri                                  | 87 330     | 0,47  | –     |
| Totale                                 | 18 402 497 | 100   | 400   |